# 奥托纳
奥托纳（義大利語：Ortona），是意大利基耶蒂省的一个市镇。总面积70.17平方公里，人口23892人，人口密度340.5人/平方公里（2009年）。ISTAT代码为069058。